# Jörg Vincent Malotki

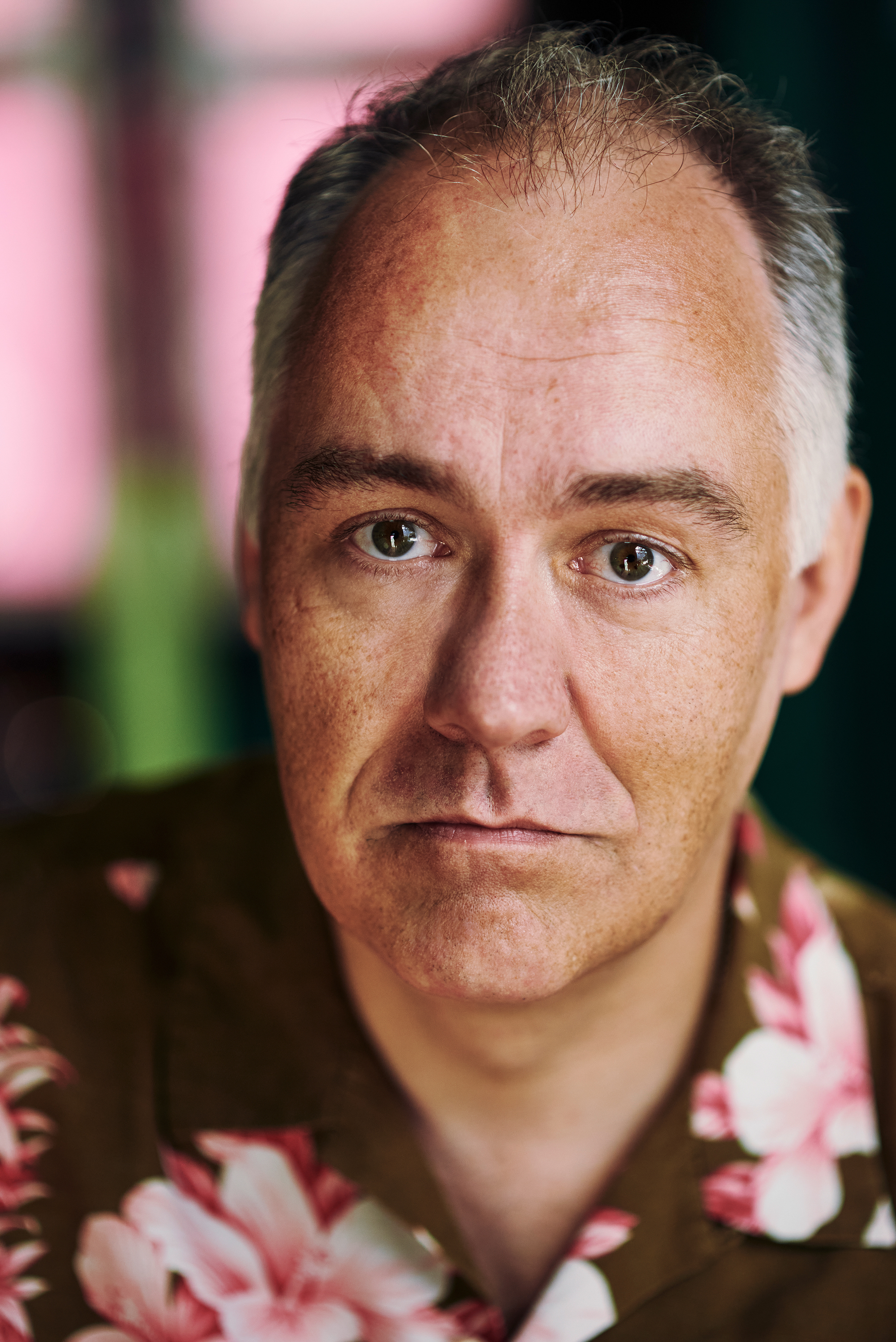
Jörg Vincent Malotki, 2021

Jörg Vincent Malotki (* 10. Oktober 1969 in Aachen) ist ein deutscher Schauspieler und Synchronsprecher.

## Leben
Jörg Vincent Malotki entdeckte bereits während seiner Schulzeit seine Leidenschaft für das Filmen und drehte erste Werke auf Super 8. Nach seinem Abitur und Zivildienst absolvierte er ein Praktikum bei einem kleinen, unabhängigen Filmproduzenten in Köln. Es folgten weitere Tätigkeiten hinter der Kamera in der Film- und Fernsehindustrie, bis er schließlich bei der ZDF-Miniserie Um die 30 als Materialassistent arbeitete und die Entscheidung traf, vor die Kamera zu wechseln. Im Jahr 1995 ging Malotki an die Schauspielschule HB Studio in New York. Seit Ende der 1990er Jahre lebt er wieder in Deutschland und arbeitet hauptsächlich als Schauspieler, Synchronsprecher und gelegentlich auch hinter der Kamera in Film- und Fernsehproduktionen. Im Jahr 2007 schrieb er sein erstes Drehbuch mit dem Titel „Die Sandra Situation“, produzierte den Film zusammen mit Ingo Hamacher Bellacoola und übernahm die Hauptrolle. Darüber hinaus ist Malotki als festes Ensemble-Mitglied mit der Comedy-Gruppe Café Kølbert auf Tournee durch Deutschland.

## Filmografie (Auswahl)
- 1996: The Snow Field
- 1997: First Love
- 1998: Ein Fleisch und Blut
- 1998, 1999: SOKO 5113/SOKO München (Fernsehserie, verschiedene Rollen, 2 Folgen)
- 1999: Zwischenfall (Kurzfilm)
- 1999: Dr. Stefan Frank – Der Arzt, dem die Frauen vertrauen (Fernsehserie, verschiedene Rollen, 2 Folgen)
- 2000: Bei aller Liebe
- 2000: Die Hässliche
- 2001: Der Warter (Kurzfilm)
- 2001: Happy Halloween (Kurzfilm)
- 2001: Liebeskrank
- 2017: Wilsberg und der Tote im Beichtstuhl (Fernsehreihe)
- 2004: SK Kölsch (Fernsehserie, Folge Kunst kommt von Können)
- 2004: Nikola (Fernsehserie, 2 Folgen)
- 2006: One Way (Kino)
- 2006, 2013: SOKO Köln (Fernsehserie, verschiedene Rollen, 2 Folgen)
- 2007: Dr. Psycho – Die Bösen, die Bullen, meine Frau und ich (Fernsehserie, Folge Osama)
- 2007: Die Sandra Situation (Kurzfilm)
- 2008: Lindenstraße (Fernsehserie, Folge Eine schwere Entscheidung)
- 2009: Stauffenberg – Die wahre Geschichte
- 2009: 4 Singles (Fernsehserie)
- 2012: Halbe Hundert
- 2012: Und weg bist du
- 2013: The Forbidden Girl (Kino)
- 2013: Der Kongress (Kino)
- 2013: Danni Lowinski (Fernsehserie, Folge Eine Herzenssache)
- 2014: Nichts für Feiglinge
- 2016: Tatort: Narben (Fernsehreihe)
- 2016: Gute Arbeit Originals (Webserie, Folge Mars)
- 2017: Wilsberg: Die fünfte Gewalt
- 2017: Unter uns (Fernsehserie, 3 Folgen)
- 2018: Cecelia Ahern: Ein Moment fürs Leben
- 2018: Hotel Heidelberg: Kinder, Kinder! (Fernsehreihe)
- 2020–2022: The Bee (Fernsehserie, 34 Folgen)[4]
- 2021: Catweazle (Kino)
- 2022: Hinterm Vorhang (Kino)
- 2023: Enkel für Fortgeschrittene (Kino)
- 2023: Entführt – 14 Tage Überleben
- 2023: Gute Freunde – Der Aufstieg des FC Bayern (Miniserie)
- 2023: The Last Path (Kurzfilm)
- 2024: Für alle Fälle Familie (Serie)
- 2025: Origami (Kurzfilm)
- 2025: Terra X - Was die Welt besser macht: Gerechtigkeit
- 2025: Die Landarztpraxis (Serie) - Nichts ist verloren